# جيف ويلسون
جيف ويلسون (بالإنجليزية: Jeff Wilson)‏ (7 ديسمبر 1964 في المملكة المتحدة - ) هو لاعب كرة قدم بريطاني في مركز الدفاع. لعب مع Sunderland Ryhope Community Association F.C. ‏ ودارلينجتون إف سى.